# سیارک ۳۹۴۲۸
سیارک ۳۹۴۲۸ (به انگلیسی: 39428 Emilybronte، نامگذاری:4169T-2) سی و نه هزار و چهارصد و بیست و هشتمین سیارک کشف شده‌است که در ۲۹ سپتامبر ۱۹۷۳ کشف شد.